# Eleccions legislatives hongareses de 1963
Les eleccions legislatives hongareses de 1963 se celebraren el 24 d'agost de 1963 per a renovar els 340 membres de l'Assemblea Nacional d'Hongria.

## Resultats
|                                 |                                 |                                 |                                              |           |       |           |     |
| Partit                          | Partit                          | Partit                          | Partit                                       | Vots      | %     | Escons    | +/- |
|                                 | Front Popular Patriòtic         |                                 | Partit Socialista Hongarès dels Treballadors | 6,813,058 | 98.90 | 252 / 340 | 24  |
|                                 | Front Popular Patriòtic         | Independents                    | 88 / 340                                     | 6,813,058 | 98.90 | 30        |     |
| En contra                       | En contra                       | En contra                       | En contra                                    | 75,777    | 1.10  | –         |     |
| Vots en blanc/nuls              | Vots en blanc/nuls              | Vots en blanc/nuls              | Vots en blanc/nuls                           | 26,809    | 0.39  | –         |     |
| Total                           | Total                           | Total                           | Total                                        | 6,915,644 | 100   | 340       |     |
| Votants registrats/participació | Votants registrats/participació | Votants registrats/participació | Votants registrats/participació              | 7,114,855 | 97.20 | –         |     |
| Font: Nohlen & Stöver           |                                 |                                 |                                              |           |       |           |     |